# Мануел Алмуния
Ману̀ел Ривѐро Алмунѝя (на испански: Manuel Almunia Rivero, роден на 19 май 1977 в Памплона) е бивш испански футболист, вратар. Треньор на вратарите в отбора на Ал Джазира.

## Клубна кариера

### Испания
Алмуния започва кариерата си в резервите на Осасуна през 1997, с отбора играе два сезона в Сегунда Дивисион. Продължава кариерата си във втората дивизия на Испания с отборите на ФК Картагена и ФК Сабадел, преди да се присъедини в Примера Дивисион с отбора на Селта Виго през 2001.
Малко след като се присъединява към Селта Виго, е даден под наем в Сегунда Дивисион на отбора на Ейбар, където прекарва сезон 2001 – 2002 като първи вратар. През сезон 2002 – 2003 Селта Виго го дава под наем на Рекреативо, като резерва на Хосе Антонио Луке Рамирес и Сезар Кесада, изигравайки само два титулярни мача за отбора. Дебютира със загуба (3:0) от Алавес на 17 ноември 2002, последвана от червения картон на Сезар Кесада.
След това се връща в Селта Виго, където прекарва близо година без да изиграе титулярен мач, преди да се премести в Албасете под наем на 1 ноември 2003 г. Дебютира за Албасете при загуба с 1:0 от ФК Малага на 9 ноември 2003 г. и се установи като първи вратар за клуба през декември 2003 г., изигравайки оставащите 24 мача до края на сезона.

### Арсенал
Алмуния се присъединява към Арсенал на 14 юли 2004 за несъобщена сума. Дебютира на 27 октомври 2004 г. при победата над Манчестър Сити с 2:1 в мач за Купата на Лигата. Изиграва всички мачове за Топчиите за Купата на Лигата през този сезон, включително и четвъртфинала с Манчестър Юнайтед на 1 декември 2004, където след удара на Давид Белион в деветнадесетата секунда не успява да спаси и подарява победата на Манчестър Юнайтед. В Премиършип дебютира на 4 декември 2004 при победата с 3:0 над Бирмингам Сити, три дена след това дебютира в Шампионска лига при победата с 5:1 над Русенборг БК.
По времето, когато е бил резервен вратар в Арсенал, е изиграл най-много мачове за Купата, където е могъл да покаже способността си да спасява дузпи, включително в победата над Шефилд Юнайтед през ФА Къп 2004 – 2005, където спасява две дузпи след нулево равенство и отвежда Артилеристите на четвъртфинал. Подобна победа постига срещу Донкастър Роувърс в мач за Купата на Лигата през 2005 – 2006.
Алмуния няма изигран титулярен мач в Премиършип през 2005 – 2006, но изиграва пет или шест мача в групите на Шампионска лига в този сезон. На финала на Шампионска лига 2006 срещу ФК Барселона, Алмуния започва на скамейката, но влиза на мястото на изгонения Йенс Леман. Той прави ключово спасяване след удара на Самюъл Ето'о. По-късно през второто полувреме Самюъл Ето’о изравнява и в последните десет минути Жулиано Белети промушва топката между краката му и отбелязва победата.
Алмуния е бил постоянен титуляр на Арсенал за ФА Къп и Купата на Лигата през 2006/2007. Замествайки Йенс Леман по болест в мач срещу Ливърпул за първенството, запазва неопетнена репутацията си при победата с 3:0. Впоследствие това оказва влияние върху усъвършенстването на неговата кариера.
След двете недопустими грешки на Йенс Леман в мачовете срещу ФК Фулъм и Блекбърн Роувърс, Алмуния започва в стартовата единадесеторка в третия мач за първенството срещу Манчестър Сити от сезон 2007 – 2008. Той продължава да замества Йенс Леман през септември и октомври 2007 г. и представянията му през двата месеца позволяват на Арсен Венгер да го предпочете като титулярен вратар пред немския национал. На 23 октомври Йенс Леман публично изразява недоволството си, казвайки че ще напусне отбора ако Арсен Венгер не го направи първи вратар в Арсенал. Алмуния продължава да радва публиката с представяне на високо ниво, със спасяването на дузпата на Роби Кийн в Северното дерби на Лондон срещу ФК Тотнъм Хотспър на 	Емирейтс Стейдиъм на 22 декември 2007 г., помагайки на Арсенал да спечели в мача с 2:1. На 3 април 2008 г. той удължава контракта си с Арсенал. След напускането на Йенс Леман през лятото на 2008 г. му е дадена фланелка с номер 1 (преди е носел номер 24) и стартира като първи вратар на Арсенал през новия сезон 2008 – 2009 г. Фланелката с номер 24 отиде при италианския вратар Вито Маноне. В мач от Шампионска лига срещу Фенербахче Алмуния за пръв път излезе на терена с капитанската лента на Арсенал. В мач срещу Манчестър Сити Алмуния излиза за втори път с капитанската лента. След слаб сезон и поредица от грешки Алмуния губи титулярната си позиция на вратар. Очаква се той да напусне редиците на клуба през лятото на 2011 г.

### Уотфорд
През лятото Алмуния преминава в Уотфорд. Играе там до 2014 г.

## Международна кариера
Алмуния не изиграва нито един мач на международно ниво. През 2008 г. изразява желание да играе за националния отбор на Англия, ако не бъде повикан в тима на Испания. Това обаче така и не се осъществява.